# Orcines
Orcines é uma comuna francesa na região administrativa de Auvérnia-Ródano-Alpes, no departamento Puy-de-Dôme. Estende-se por uma área de 42,88 km². Em 2010 a comuna tinha 3 544 habitantes (densidade: 82,6 hab./km²).